# Onthophagus quadrimaculatus
Onthophagus quadrimaculatus är en skalbaggsart som beskrevs av Achille Raffray 1877. Onthophagus quadrimaculatus ingår i släktet Onthophagus och familjen bladhorningar. Inga underarter finns listade i Catalogue of Life.